# Dirka po Španiji 2002
Dirka po Španiji 2002 (špansko Vuelta a España 2002) je 57. izvedba dirke po Španiji, tritedenske moške cestne kolesarske etapne dirke. Začela se je 7. septembra v Gijónu in končala 29. septembra v Madridu. Sodelovalo je 207 kolesarjev iz 23-ih ekip. Rumeno majico je prvič osvojil Aitor González (Kelme–Costa Blanca), drugo mesto Roberto Heras (US Postal), tretje pa Joseba Beloki (ONCE-Eroski). Rdečo majico je osvojil Erik Zabel (Team Telekom), oranžno majico je osvojil Aitor Osa (iBanesto.com), belo majico pa Roberto Heras.

## Ekipe
1. razred
- Acqua e Sapone–Cantina Tollo
- AG2R Prévoyance
- BigMat–Auber 93
- Cofidis
- Domo–Farm Frites
- Euskaltel-Euskadi
- Fassa Bortolo
- iBanesto.com
- Index–Alexia Alluminio
- Kelme–Costa Blanca
- Lampre-Daikin
- Mapei–Quick-Step
- Milaneza–MSS
- ONCE-Eroski
- Phonak
- Saeco Macchine per Caffè–Longoni Sport
- Tacconi Sport
- Team Coast
- Team Telekom
- US Postal

2. razred
- Alessio
- Jazztel–Costa de Almería
- Colchon Relax–Fuenlabrada

## Etape
| Etapa | Datum         | Štart/Cilj                                             | Razdalja | Tip     | Tip                  | Zmagovalec                       |             |
| ----- | ------------- | ------------------------------------------------------ | -------- | ------- | -------------------- | -------------------------------- | ----------- |
| 1     | 7. september  | Valencia – Valencia                                    | 24,6 km  |         | ekipni kronometer    | ONCE-Eroski                      |             |
| 2     | 8. september  | Valencia – Alcoy                                       | 144,7 km |         |                      | Danilo Di Luca (ITA)             |             |
| 3     | 9. september  | San Vicente del Raspeig – Murcia                       | 134,2 km |         |                      | Mario Cipollini (ITA)            |             |
| 4     | 10. september | Águilas – Roquetas de Mar                              | 149,5 km |         |                      | Mario Cipollini (ITA)            |             |
| 5     | 11. september | El Ejido – Sierra Nevada                               | 198 km   |         |                      | Guido Trentin (ITA)              |             |
| 6     | 12. september | Granada – Sierra de la Pandera                         | 153,1 km |         |                      | Roberto Heras (ESP)              |             |
| 7     | 13. september | Jaén – Málaga                                          | 196,8 km |         |                      | Mario Cipollini (ITA)            |             |
| 8     | 14. september | Málaga – Ubrique                                       | 173,6 km |         |                      | Aitor González (ESP)             |             |
| 9     | 15. september | Córdoba – Córdoba                                      | 130,2 km |         |                      | Pablo Lastras (ESP)              |             |
| 10    | 16. september | Córdoba – Córdoba                                      | 36,5 km  |         | posamični kronometer | Aitor González (ESP)             |             |
|       | 17. september |                                                        |          |         | dan počitka          | dan počitka                      | dan počitka |
| 11    | 18. september | Alcobendas – Collado Villalba                          | 166,1 km |         |                      | Pablo Lastras (ESP)              |             |
| 12    | 19. september | Segovia – Burgos                                       | 210,5 km |         |                      | Alessandro Petacchi (ITA)        |             |
| 13    | 20. september | Burgos – Santander                                     | 189,8 km |         |                      | Giovanni Lombardi (ITA)          |             |
| 14    | 21. september | Santander – Gijón                                      | 190,2 km |         |                      | Sergej Smetanin (RUS)            |             |
| 15    | 22. september | Gijón – Alto de l'Angliru                              | 176,7 km |         |                      | Roberto Heras (ESP)              |             |
|       | 23. september |                                                        |          |         | dan počitka          | dan počitka                      | dan počitka |
| 16    | 24. september | Avilés – León                                          | 154,7 km |         |                      | Santiago Botero (COL)            |             |
| 17    | 25. september | Benavente – Salamanca                                  | 146,6 km |         |                      | Angelo Furlan (ITA)              |             |
| 18    | 26. september | Salamanca – La Covatilla                               | 193,7 km |         |                      | Santiago Blanco (ESP)            |             |
| 19    | 27. september | Béjar – Ávila                                          | 177,8 km |         |                      | José Vicente Garcia Acosta (ESP) |             |
| 20    | 28. september | Ávila – Warner Bros. Park                              | 141,2 km |         |                      | Angelo Furlan (ITA)              |             |
| 21    | 29. september | Warner Bros. Park – Madrid (Stadion Santiago Bernabéu) | 41,2 km  |         | posamični kronometer | Aitor González (ESP)             |             |
|       | Skupaj        | Skupaj                                                 | 2957 km  | 2957 km | 2957 km              | 2957 km                          | 2957 km     |

## Razvrstitev po klasifikacijah
| Etapa  | Zmagovalec                 | Rumena majica ·   | Rdeča majica · | Oranžna majica · | Kombinacija ·       | Ekipno             |
| ------ | -------------------------- | ----------------- | -------------- | ---------------- | ------------------- | ------------------ |
| 1      | ONCE-Eroski                | Joseba Beloki     | brez           | brez             | Joseba Beloki       | ONCE-Eroski        |
| 2      | Danilo Di Luca             | Joseba Beloki     | Danilo Di Luca | Médéric Clain    | Vitoriano Fernandez | ONCE-Eroski        |
| 3      | Mario Cipollini            | Joseba Beloki     | Erik Zabel     | Médéric Clain    | Médéric Clain       | ONCE-Eroski        |
| 4      | Mario Cipollini            | Joseba Beloki     | Erik Zabel     | Médéric Clain    | Vitoriano Fernandez | ONCE-Eroski        |
| 5      | Guido Trentin              | Mikel Zarrabeitia | Erik Zabel     | Médéric Clain    | Guido Trentin       | ONCE-Eroski        |
| 6      | Roberto Heras              | Óscar Sevilla     | Erik Zabel     | Médéric Clain    | Félix García Casas  | ONCE-Eroski        |
| 7      | Mario Cipollini            | Óscar Sevilla     | Erik Zabel     | Médéric Clain    | Félix García Casas  | ONCE-Eroski        |
| 8      | Aitor González             | Óscar Sevilla     | Erik Zabel     | Gilberto Simoni  | Óscar Sevilla       | ONCE-Eroski        |
| 9      | Pablo Lastras              | Óscar Sevilla     | Erik Zabel     | Gilberto Simoni  | Óscar Sevilla       | ONCE-Eroski        |
| 10     | Aitor González             | Óscar Sevilla     | Erik Zabel     | Gilberto Simoni  | Óscar Sevilla       | Kelme–Costa Blanca |
| 11     | Pablo Lastras              | Óscar Sevilla     | Erik Zabel     | Gilberto Simoni  | Óscar Sevilla       | Kelme–Costa Blanca |
| 12     | Alessandro Petacchi        | Óscar Sevilla     | Erik Zabel     | Gilberto Simoni  | Óscar Sevilla       | Kelme–Costa Blanca |
| 13     | Giovanni Lombardi          | Óscar Sevilla     | Erik Zabel     | Gilberto Simoni  | Óscar Sevilla       | Team Coast         |
| 14     | Sergej Smetanin            | Óscar Sevilla     | Erik Zabel     | Gilberto Simoni  | Óscar Sevilla       | Team Coast         |
| 15     | Roberto Heras              | Roberto Heras     | Erik Zabel     | Gilberto Simoni  | Roberto Heras       | Kelme–Costa Blanca |
| 16     | Santiago Botero            | Roberto Heras     | Erik Zabel     | Aitor Osa        | Roberto Heras       | Kelme–Costa Blanca |
| 17     | Angelo Furlan              | Roberto Heras     | Erik Zabel     | Aitor Osa        | Roberto Heras       | Kelme–Costa Blanca |
| 18     | Santiago Blanco            | Roberto Heras     | Erik Zabel     | Roberto Heras    | Roberto Heras       | Kelme–Costa Blanca |
| 19     | José Vicente García Acosta | Roberto Heras     | Erik Zabel     | Aitor Osa        | Roberto Heras       | Kelme–Costa Blanca |
| 20     | Angelo Furlan              | Roberto Heras     | Erik Zabel     | Aitor Osa        | Roberto Heras       | Kelme–Costa Blanca |
| 21     | Aitor González             | Aitor González    | Erik Zabel     | Aitor Osa        | Roberto Heras       | Kelme–Costa Blanca |
| Skupaj | Skupaj                     | Aitor González    | Erik Zabel     | Aitor Osa        | Roberto Heras       | Kelme–Costa Blanca |

## Končna razvrstitev
| Legenda | Legenda                                    | Legenda | Legenda                                           |
| ------- | ------------------------------------------ | ------- | ------------------------------------------------- |
|         | Predstavlja vodilnega v skupnem seštevku   |         | Predstavlja vodilnega po točkah                   |
|         | Predstavlja vodilnega v gorski razvrstitvi |         | Predstavlja vodilnega v kombinacijski razvrstitvi |

### Rumena majica
| Poz. | Kolesar               | Ekipa                                  | Čas       |
| ---- | --------------------- | -------------------------------------- | --------- |
| 1    | Aitor González        | Kelme–Costa Blanca                     | 75h13'52" |
| 2    | Roberto Heras         | US Postal                              | 2'14"     |
| 3    | Joseba Beloki         | ONCE-Eroski                            | 3'11"     |
| 4    | Óscar Sevilla         | Kelme–Costa Blanca                     | 3'26"     |
| 5    | Iban Mayo             | Euskaltel-Euskadi                      | 5'42"     |
| 6    | Ángel Casero          | Team Coast                             | 6'33"     |
| 7    | Francesco Casagrande  | Fassa Bortolo                          | 6'38"     |
| 8    | Félix García Casas    | BigMat–Auber 93                        | 6'46"     |
| 9    | Manuel Beltrán        | Team Coast                             | 8'29"     |
| 10   | Gilberto Simoni       | Saeco Macchine per Caffè–Longoni Sport | 9'22"     |
| 11   | Haimar Zubeldia       | Euskaltel-Euskadi                      | 9'49"     |
| 12   | Claus Michael Møller  | Milaneza–MSS                           | 10'16"    |
| 13   | Fabian Jeker          | Milaneza–MSS                           | 11'45"    |
| 14   | David Plaza           | Team Coast                             | 11'50"    |
| 15   | Guido Trentin         | Cofidis                                | 15'27"    |
| 16   | Rui Sousa             | Milaneza–MSS                           | 16'36"    |
| 17   | Pablo Lastras         | iBanesto.com                           | 19'33"    |
| 18   | Tadej Valjavec        | Fassa Bortolo                          | 23'11"    |
| 19   | Carlos García Quesada | Kelme–Costa Blanca                     | 24'01"    |
| 20   | Danilo Di Luca        | Saeco Macchine per Caffè–Longoni Sport | 30'35"    |
| 21   | Mikel Zarrabeitia     | ONCE-Eroski                            | 31'57"    |
| 22   | Luis Pérez            | Team Coast                             | 39'42"    |
| 23   | Pietro Caucchioli     | Alessio                                | 43'54"    |
| 24   | Vladimir Miholjević   | Alessio                                | 50'13"    |
| 25   | Christian Vande Velde | US Postal                              | 52'50"    |